# Traun Steelsharks 2022
Questa voce raccoglie le informazioni riguardanti i Traun Steelsharks nelle competizioni ufficiali della stagione 2022.

## Austrian Football League 2022

### Stagione regolare
| Traun 3 aprile 2022, ore 15:00 2ª giornata | Traun Steelsharks | 10 – 16 (3-0 0-7 0-6 10-3) referto | Danube Dragons | Sportzentrum Traun (1050 spett.) |

| Graz 9 aprile 2022, ore 15:00 3ª giornata | Graz Giants | 41 – 25 (14-0 7-0 14-19 6-6) referto | Traun Steelsharks | Stadion Eggenberg |

| Traun 30 aprile 2022, ore 16:00 5ª giornata | Traun Steelsharks | 28 – 24 (14-0 0-0 7-14 7-10) referto | Tirol Raiders | Sportzentrum Traun (998 spett.) |

| Praga 8 maggio 2022, ore 15:00 6ª giornata | Prague Black Panthers | 38 – 7 (14-0 10-7 14-0 0-0) referto | Traun Steelsharks | Stadion SK Prosek |

| Traun 14 maggio 2022, ore 16:00 7ª giornata | Traun Steelsharks | 14 – 24 (0-0 7-14 7-7 0-3) referto | Telfs Patriots | Sportzentrum Traun |

| Salisburgo 29 maggio 2022, ore 14:00 8ª giornata | Salzburg Ducks | 21 – 14 (0-14 7-0 7-0 7-0) referto | Traun Steelsharks | Max Aicher Stadion |

| Traun 4 giugno 2022, ore 16:00 9ª giornata | Traun Steelsharks | 26 – 10 (7-3 0-7 10-0 9-0) referto | Znojmo Knights | Sportzentrum Traun (1190 spett.) |

| Vienna 18 giugno 2022, ore 18:00 10ª giornata | Vienna Vikings | 41 – 36 (13-3 7-14 7-13 14-6) referto | Traun Steelsharks | Footballzentrum Ravelin (1500 spett.) |

| Mödling 25 giugno 2022, ore 16:00 11ª giornata | AFC Rangers Mödling | 54 – 14 (13-7 28-7 7-0 6-0) referto | Traun Steelsharks | Stadion Mödling (700 spett.) |

| Traun 2 luglio 2022, ore 16:00 12ª giornata | Traun Steelsharks | 42 – 28 (7-7 14-13 7-0 14-8) referto | Salzburg Ducks | Sportzentrum Traun (1234 spett.) |

### Statistiche di squadra
| Competizione      | %Vittorie | In casa | In casa | In casa | In casa | In casa | In casa | In trasferta | In trasferta | In trasferta | In trasferta | In trasferta | In trasferta | Totale | Totale | Totale | Totale | Totale | Totale |
| Competizione      | %Vittorie | G       | V       | N       | P       | Pf      | Ps      | G            | V            | N            | P            | Pf           | Ps           | G      | V      | N      | P      | Pf     | Ps     |
| ----------------- | --------- | ------- | ------- | ------- | ------- | ------- | ------- | ------------ | ------------ | ------------ | ------------ | ------------ | ------------ | ------ | ------ | ------ | ------ | ------ | ------ |
| Stagione regolare | .300      | 5       | 3       | 0       | 2       | 120     | 102     | 5            | 0            | 0            | 5            | 96           | 195          | 10     | 3      | 0      | 7      | 216    | 297    |
| Totale            | .300      | 5       | 3       | 0       | 2       | 120     | 102     | 5            | 0            | 0            | 5            | 96           | 195          | 10     | 3      | 0      | 7      | 216    | 297    |

### Statistiche personali

#### Marcatori
| Giocatore    | Ruolo | TD rush | TD recv | TD int | TD p.ret | TD k.ret | TD oth | Xp1 | Xp2 | FG | Saf | Totale |
| ------------ | ----- | ------- | ------- | ------ | -------- | -------- | ------ | --- | --- | -- | --- | ------ |
| Schachermayr |       | 0       | 9       | 0      | 0        | 0        | 0      | 24  | 0   | 4  | 0   | 90     |
| Berghammer   |       | 0       | 6       | 0      | 0        | 0        | 0      | 0   | 0   | 0  | 0   | 36     |
| Stockhammer  |       | 0       | 6       | 0      | 0        | 0        | 0      | 0   | 0   | 0  | 0   | 36     |
| Uribe        |       | 5       | 0       | 0      | 0        | 0        | 0      | 0   | 0   | 0  | 0   | 30     |
| Winter       |       | 0       | 2       | 0      | 0        | 0        | 0      | 0   | 0   | 0  | 0   | 12     |
| Lapanje      |       | 0       | 1       | 0      | 0        | 0        | 0      | 0   | 0   | 0  | 0   | 6      |
| Punzenberger |       | 1       | 0       | 0      | 0        | 0        | 0      | 0   | 0   | 0  | 0   | 6      |

#### Passer rating
| Giocatore | G  | Att | Comp | Int | Yds  | TD | NFL   | NCAA   |
| --------- | -- | --- | ---- | --- | ---- | -- | ----- | ------ |
| Uribe     | 10 | 343 | 209  | 10  | 2834 | 24 | 98,46 | 147,60 |
| Deimek    | 1  | 4   | 1    | 1   | 8    | 0  |       |        |